# Manuel Iglesias Bango
Manuel Iglesias Bango es un filólogo y lingüista español, profesor y catedrático de Lengua española de la Universidad de León y uno de los máximos exponentes del funcionalismo lingüístico en España junto a Salvador Gutiérrez Ordóñez.

## Biografía
Es licenciado en Filosofía y Letras (División Filología. Sección Filología Hispánica, Lengua española) por la Universidad de Oviedo, en 1981, y doctor, en 1988, por la Universidad de León con una tesis titulada La expresión de la causalidad en español: diátesis y perífrasis causativas, realizada bajo la dirección de Emilio Alarcos Llorach (resumen publicado por la Universidad de León con el mismo título; ISBN 84-7719-128-X).
Actualmente es catedrático de Lengua Española en la Universidad de León (Departamento de Filología Hispánica y Clásica), donde ejerce labores docentes e investigadoras desde 1981. Su campo de interés se centra en la Gramática y, más concretamente, en la Sintaxis del español. Entre sus publicaciones destacan las dedicadas a la Voz en la Gramática española, el artículo, las perífrasis verbales, los adverbios terminados en -mente, las causales y más específicamente a la distinción entre causales del enunciado y causales de la enunciación, la partícula se en español, los marcadores del discurso… Otros campos de interés son los estudios gramaticográficos y la enseñanza del español como lengua extranjera (E/LE). En este último caso,  ha colaborado con la editorial Everest y el Instituto Castellano y Leonés de la Lengua (en la publicación del manual Hablamos español).
Es uno de los fundadores de Contextos, revista editada por el CEMI y la Universidad de León, de la que primero fue secretario  (desde  su creación, en 1983, hasta 2005) y más tarde codirector (desde  2005 hasta hoy). En los últimos años, es el secretario académico de la Escuela de Gramática “Emilio Alarcos”, que organiza la Universidad Internacional Menéndez Pelayo en su sede de Santander y que está dirigida por el catedrático de Lingüística General de la Universidad de León y académico de la Real Academia Española Salvador Gutiérrez Ordóñez. Asimismo forma parte del Grupo SinCom (Sintaxis Comunicativa) liderado por este último y es, junto a él, uno de los máximos exponentes del funcionalismo lingüístico en España, adscrito a la llamada Escuela de León, surgida del tronco madre de Oviedo y del magisterio alarquiano.